# Peperomia arifolia
Peperomia arifolia är en pepparväxtart som beskrevs av Friedrich Anton Wilhelm Miquel. Peperomia arifolia ingår i släktet peperomior, och familjen pepparväxter. Inga underarter finns listade i Catalogue of Life.